# Krebssee (Malchow)
Der Krebssee ist ein See im nordwestlichen Bereich von Malchow im Landkreis Mecklenburgische Seenplatte in Mecklenburg. 
Die ursprünglich 19 Hektar große Fläche ist durch Absenken der Wasserfläche auf 15 Hektar gesunken.
Südwestlich des Sees verlaufen die Landesstraße L 20 zwischen dem Stadtzentrum Malchow und der Anschlussstelle Malchow der Bundesautobahn 19 sowie die Bahnstrecke Parchim–Neubrandenburg, an der im Mai 2023 der Haltepunkt Malchow Krebssee in Betrieb genommen wurde.
Der See ist im Eigentum der Stadt Malchow und an den Malchower Sportfischerverein verpachtet und wird von diesem genutzt.